# Makuyuni (Moshi)
Makuyuni ist ein Verwaltungsbezirk (Ward) des Distrikts Moshi in der tansanischen Region Kilimandscharo.

## Geografie
Makuyuni liegt im Nordosten von Tansania etwa 25 Kilometer Luftlinie östlich der Regionshauptstadt Moshi an der Grenze zu Kenia. Der Bezirk grenzt im Norden an Kilema Kusini, im Nordosten an Mwika Kusini, im Osten an Holili und an Kenia, im Süden an Kileo des Distrikts Mwanga und im Westen an Kahe Mashariki und Nija Panda. Bei der Volkszählung 2022 lebten 24.421 Menschen in 7146 Haushalten auf einer Fläche von 50,2 Quadratkilometern.

## Gliederung
Der Bezirk besteht aus 14 Orten (Kitongoji):
- Mieresini B
- Mieresini A
- Nyawenda
- Furaha
- Miembeni
- Mbuyuni
- Zilipendwa
- Mtemboni
- Kiriche
- Saidingi
- Kifula
- Saghana
- Msufini
- Kisimani

## Wirtschaft und Infrastruktur
- Bildung: Im Bezirk liegen vier weiterführende Schulen.[8] Die Himo Secondary School[9] und die Mieresini Secondary School[10] sind staatliche Schulen für Mädchen und Burschen bis zur 4. Stufe. Privatschulen sind die Marangu-Hill Secondary School[11] und die Scolastica Secondary School,[12] die ebenfalls eine Ausbildung bis zum O-Level anbieten.
- Gesundheit: Das Faraja Hospital ist ein privat geführtes Distriktkrankenhaus.[13] Außerdem gibt es im Bezirk eine staatliche Apotheke.[14]